# Lauricocha (provincie)
Lauricocha is een provincie in de regio Huánuco in Peru. De provincie heeft een oppervlakte van 1.860 km² en telt 38.667 inwoners (2015). De hoofdplaats van de provincie is het district Jesús.

## Bestuurlijke indeling
De provincie Lauricocha is verdeeld in zeven districten, UBIGEO tussen haakjes:
- (101002) Baños
- (101001) Jesús, hoofdplaats van de provincie
- (101003) Jivia
- (101004) Queropalca
- (101005) Rondos
- (101006) San Francisco de Asís
- (101007) San Miguel de Cauri

Ambo · Dos de Mayo · Huacaybamba · Huamalíes · Huánuco · Lauricocha · Leoncio Prado · Marañón · Pachitea · Puerto Inca · Yarowilca